# Ненад Стевандић
Ненад Стевандић (Дрвар, 12. октобар 1966) српски је политичар и оториноларинголог. Тренутни је предсједник Народне скупштине Републике Српске и предсједник Уједињене Српске (УС). Бивши је функционер Српске демократске странке (СДС).

## Биографија
Рођен је у Дрвару од оца Стојана и мајке Борке. Завршио је Медицински факултет у Бањој Луци 1995. године, а оториноларингологију је специјализовао у Београду 2002. године. Учесник је рата у БиХ. Послије завршетка студија запослио се у Клиничком центру Бања Лука, гдје и данас ради, у клиници за болести уха, носа и грла. Добитник је највећег признања коморе доктора медицине Републике Српске, „Хипократове повеље”. Специјализован је за ужу област оториноларингологије лијечење болести носа и параназалних синуса. Замјеник директора ове установе постаје 2018. године. У политичку партију се први пут учланио 1990. године када је и основана Српска демократска странка (СДС), чији је члан био наредних пет година. Поново приступа овој странци 2008. године, а двије године касније, 2010. године, осваја и политички мандат у Народној скупштини Републике Српске. Као кандидат СДС, у октобру 2014. године, осваја и други мандат у Народној скупштини Републике Српске. Затим напушта СДС 2015. године и оснива странку Уједињена Српска.
Од новембра 2022. обавља дужност предсједника Народне скупштине Републике Српске.

## Страначка припадност
| Странка          | Мјесто      | Година     |
| ---------------- | ----------- | ---------- |
| СДС              | Члан        | 1990—1995. |
| СДС              | Члан        | 2008—2015. |
| Уједињена Српска | Предсједник | 2015.      |

## Приватни живот
Ожењен је супругом Наташом која је такође љекар, специјалиста за нуклеарну медицину. Посједују породичну кућу у Бањој Луци. Имају троје дјеце: Данила, Срђана и Ану.

## Награде и признања
- Сретењски орден првог степена (2024).[3]